# 意识的高阶理论
意識的高階理論假設意識存在於對一階心理狀態（英語：first-order mental states）的感知或想法中。 現象意識被認為是感知或準感知內容的高階表徵，如視覺圖像。
高階理論與其他意識的認知/表徵解釋不同，後者表明只有某種類型的一階心態才構成意識。